# Viljandi
Viljandi (dříve též Vilín, německy Fellin) je estonské město ležící v jižní části země. Je samosprávným městem a zároveň správním centrem kraje Viljandimaa.

## Dějiny

Zříceniny řádového hradu ve Viljandi

První známky osídlení na území dnešního Viljandi se datují do 5. tisíciletí před n. l. Výhodná poloha místního návrší lákala dávné obyvatele Estonska ke stavbě opevnění. První písemná zmínka o něm pochází od arabského zeměpisce al-Idrísího z roku 1154. Toto hradiště pak hrálo důležitou roli při bojích Estonců s německými křižáky na začátku 13. století. Němci ho nejprve neúspěšně obléhali v roce 1211 společně s Lotyši a Livonci, aby ho pak definitivně dobyli roku 1223.
Hned v následujícím roce rozhodl velmistr křižáckého řádu mečových bratří Volquin o posílení místního opevnění. Tak začala stavba mohutného Vijlandského hradu, který se brzy stal jedním z největších v celém Pobaltí. Jak se rozvíjel hrad, rostla i osada v podhradí. Městská práva obdrželo Viljandi v roce 1283 a členem hanzy se stalo pravděpodobně někdy v polovině 14. století.
Úpadek Vijlandi začal během livonské války. V roce 1560 se ho po dlouhém obléhání zmocnila ruská vojska. Roku 1582 přešlo pod polskou nadvládu. Krátce poté vypukla švédsko-polská válka. Během bojů změnilo Viljandi několikrát majitele a bylo v podstatě úplně zničeno. Slovy polského kněze Dionysia Fabricia vypadalo město po válce takto: „Říká se, že Viljandi střeží nyní ďábel sám, krákoraje zde jako kohout. Již není tu čeho obdivovati, vše jest zničeno a ni pevnost, ni v město již nejsou místem, kde by lidská bytost mohla přebývati, a staly se nyní sídlem satanovým.“ Zbědované město ztratilo městská práva v roce 1624.
Viljandi se z válečných vzpamatovávalo jen velmi pomalu, tím spíš, že ho těžce zasáhla i severní válka na začátku 18. století. Nicméně pod ruskou nadvládou začalo růst a postupně se z něho stalo centrum regionu. Městská práva opět obdrželo roku 1783. V 18. století se stalo důležitým industriálním a kulturním centrem.
1. srpna 1897 získalo železniční spojení postavením odbočné úzkorozchodné (750 mm) trati z Mõisaküly, ležící na trati Valga – Pärnu, a roku 1901 byla přivedena železniční trať rozchodu 1524 mm z Tallinnu přes Türi. Úzkorozchodná trať zanikla v 70. letech 20. století v souvislosti s přestavbou své páteřní trati na rozchod 1524 mm.

## Turistika
Návštěvníci Viljandi by rozhodně neměli vynechat návštěvu zříceniny mohutného hradu ležící na návrší nad městem. Dalšími zajímavými památkami jsou pozdně barokní radnice dokončená roku 1774, původně františkánský kostel sv. Jana z let 1466–1472 a místní muzeum, nacházející se v jedné z nejstarších městských budov. K technickým zajímavostem patří vodárenská věž z roku 1911, a dva mosty (Varesesild a visutý Rippsild) z 20. a 30. let minulého století nacházející se poblíž hradního návrší.

## Významní rodáci
- Meelis Friedenthal, estonský spisovatel

Visutý most ve Viljandi

## Partnerská města
- Ahrensburg, Německo
- Eslöv, Švédsko
- Frostburg, USA
- Härnosand, Švédsko
- Kretinga, Litva
- Porvoo, Finsko
- Ternopil, Ukrajina
- Valmiera, Lotyšsko

## Galerie

Zříceniny vilínského hradu
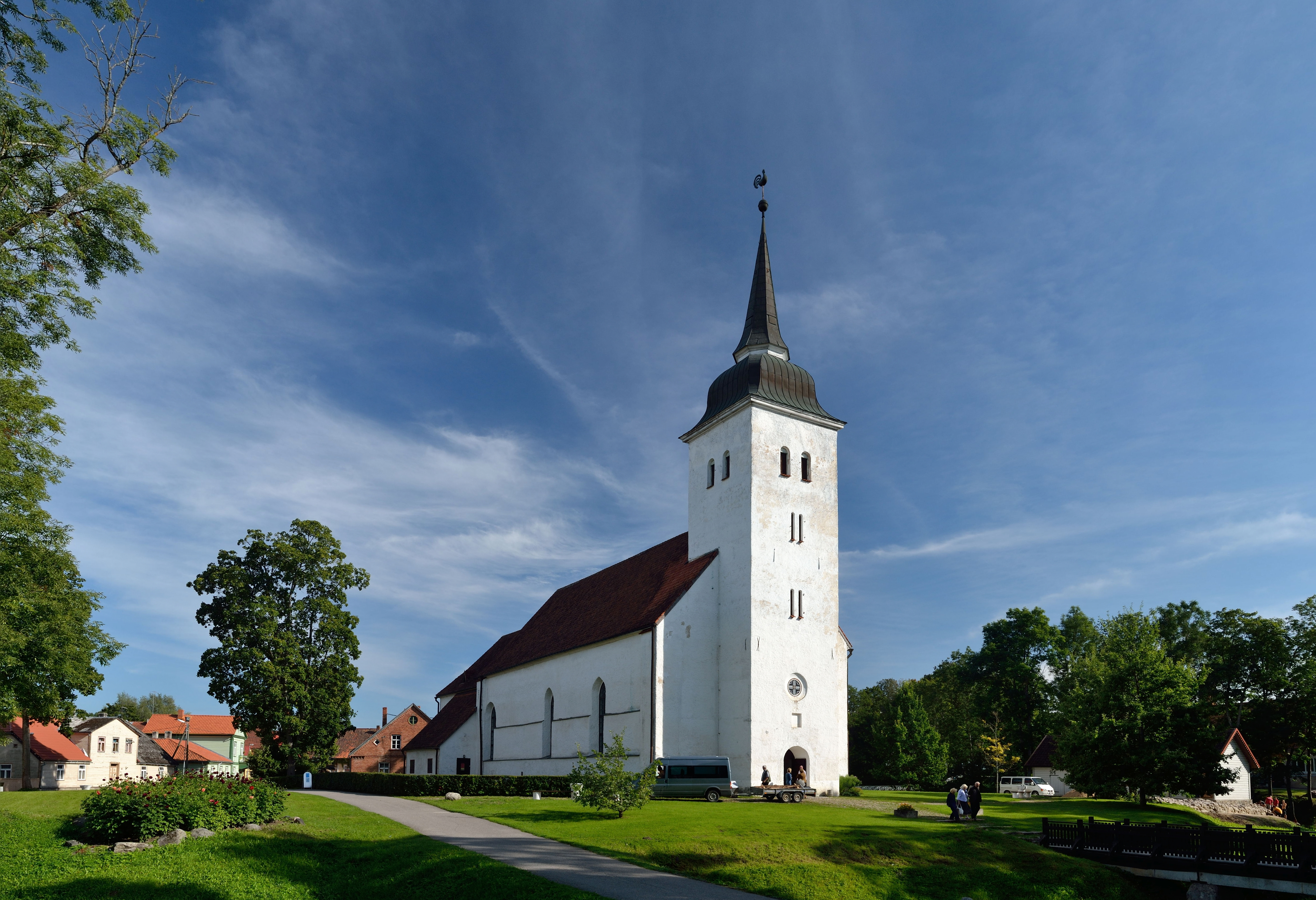
Kostel sv. Jana
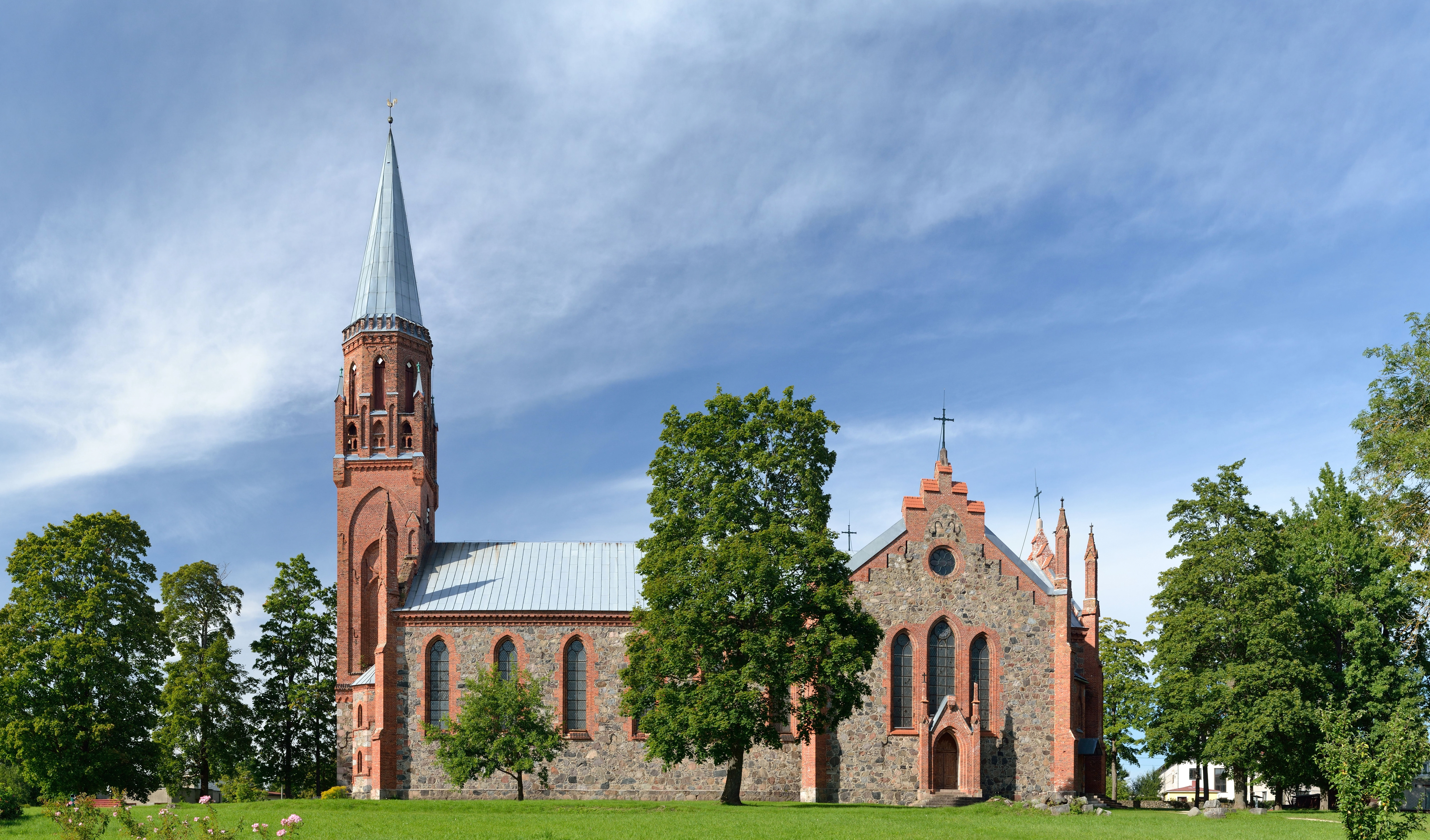
Kostel sv. Pavla
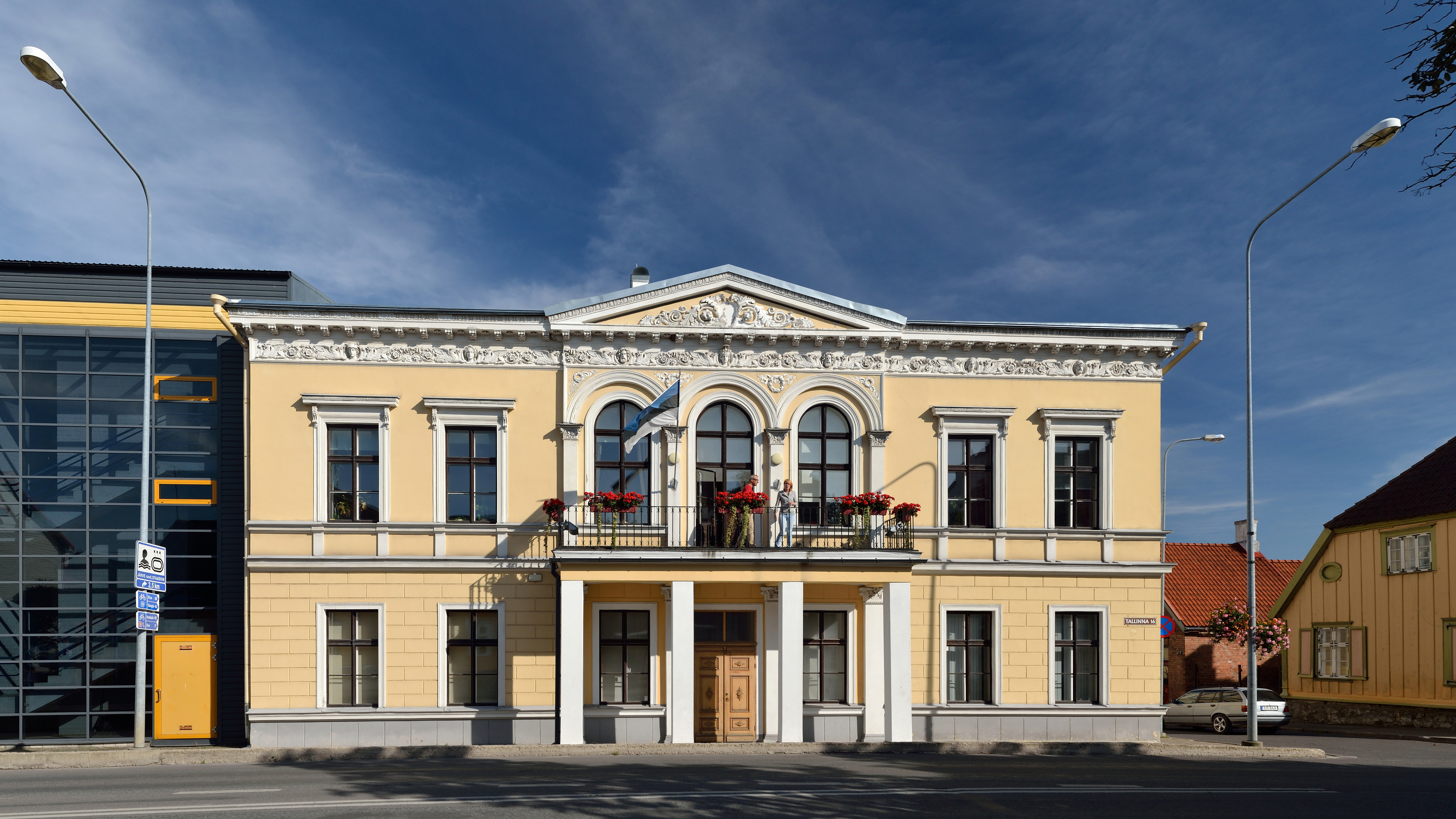
Klasicistní zástavba z 19. století
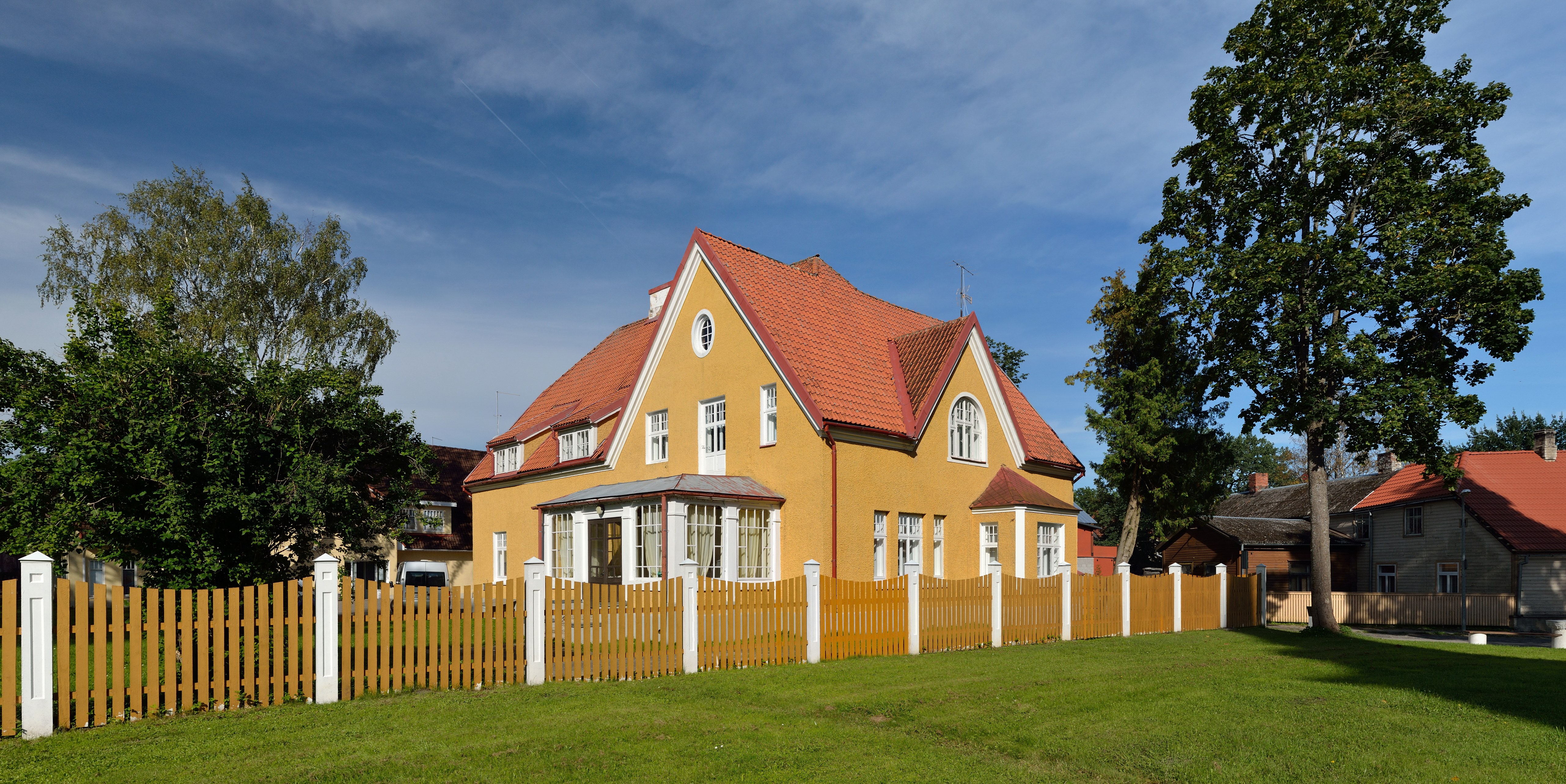
Vilková zástavba z počátku 20. století